# Almas (dinozaur)
Almas – wymarły rodzaj dinozaura, teropoda z grupy celurozaurów maniraptorów i rodziny troodontów.
Skamieniałości należące do nieznanego wcześniej rodzaju nieptasiego dinozaura znaleziono w Mongolii, w Ukhaa Tolgod w ajmaku południowogobijskim. Spoczywały wśród skał tworzących formację Djadokhta. Formację tą datowano na późny kampan w kredzie późnej. Znaleziono w niej bądź w jej odpowiednikach inne troodontydy, jak pozostałości opisanego w 2014 Gobivenator czy opisanego przed prawie wiekiem zaurornitoida. Pozostałości byronozaura z tej formacji też znaleziono w Ukhaa Tolgod. W pokrewnej formacji znaleziono Linhevenator i Philovenator. Okaz, który posłużył za holotyp nowego rodzaju opisanego w 2017 przez zespół Pei, oznakowano jako IGM 100/1323. Obejmował on prawie całkowicie zachowaną czaszkę, natomiast szkielet pozaczaszkowy zachował się fragmentarycznie. Autorzy wskazują na niewielkie rozmiary zwierzęcia i krótki pysk, które porównują do cech typowych dla bazalnych przedstawicieli Paraves, z drugiej strony zauważając zaawansowane ewolucyjnie cechy rodziny Troodontidae. Ponadto wskazują na cechy niespotykane u innych troodontów, wśród których wymieniają zakrzywienie pterygoid flange, nieobecność rowka na przedniej powierzchni kości zębowej, wydłużone szewrony oraz kolczasty wyrostek na kości kulszowej. Rzeczone autapomorfie umożliwiły badaczom opisanie nowego rodzaju dinozaura. Nazwę rodzajową zaczerpnęli oni z mitologii mongolskiej, w której słowo to określało, jak piszą w swej publikacji, dzikiego człowieka bądź człowieka śniegu. Używane było na południu kraju (aczkolwiek stanowiło tabu). Jak pisał mongolski pisarz Bjambyn Rinczen, rasa określanych nim włochatych dzikich ludzi bądź istot podobnych do ludzi zamieszkuje tereny mongolskie od niepamiętnych czasów. Epitet gatunkowy ukhaa odnosi się po prostu do Ukhaa Tolgod, czyli do miejsca znalezienia szczątków Almas.